# Геурков, Артемий Григорьевич
Артемий (Арташес) Григорьевич Геурков (1901, Телави, Телавский уезд, Тифлисская губерния, Российская империя — 29 сентября 1937, Тбилиси, Грузинская ССР, СССР) — советский партийный и государственный деятель.

## Биография
Родился в семье владельца типографии в г. Телави. Отец умер от сердечного приступа после пожара, уничтожившего жилой дом и предприятие. Мать, Гаянэ Теймуразовна Геуркова, и бабушка воспитывали Артемия, вместе с братом и сестрой
Учился в гимназии, где на него оказался большое влияние ссыльный учитель истории  финн Симумяги. Учитель организовал революционный кружок для наиболее способных гимназистов, где преподавал литературу, историю, прививал интерес к искусству и социальным вопросам. 
Член РКП(б) с 1919 года. 
С 13 января 1932 года по 13 апреля 1937 года был ответственным — первым секретарём Аджарского областного комитета КП(б) Грузии. 
26 января—10 февраля 1934 года делегат XVII съезда ВКП(б) с решающим голосом.
Снят с должности  1-го секретаря Аджарского областного комитета КП(б) Грузии постановлением VII пленума Аджарского областного комитета КП(б) Грузии.
Летом 1937 назначен заместителем председателя СНК Грузинской ССР, переехал с семьёй в Тбилиси. Оставался в этой должности вплоть до смерти, 29 сентября 1937 года.
Находясь под угрозой ареста, застрелился.

## Семья
- Жена — Ксения Анатольевна Приклонская, в замужестве Геуркова (1909—1988)[2]
  - Дочь — Нами Артемьевна Геуркова, в замужестве Микоян, музыковед, жена Алексея Микояна
  - Дочь — Нина Артемьевна Геуркова, филолог
- Сестра — Нина Григорьевна Геуркова (?—1958), была замужем за Г. А. Арутиновым (1900—1957).
- Брат — Георгий Григорьевич Геурков (Жора) учился в профессиональном техникуме в Баку, жил в семье мужа сестры матери, крупного нефтепромышленника армянина Оганезова[2].